# Karamandere (vattendrag i Bulgarien, Chaskovo)
Karamandere (bulgariska: Карамандере) är ett vattendrag i Bulgarien.   Det ligger i regionen Chaskovo, i den centrala delen av landet, 210 km sydost om huvudstaden Sofia.
Trakten runt Karamandere består till största delen av jordbruksmark. Runt Karamandere är det ganska glesbefolkat, med 38 invånare per kvadratkilometer.